# Daniel Ståhl
Daniel Arvid Paavali Ståhl, né le 27 août 1992, est un athlète suédois, spécialiste du lancer de disque, champion du monde en 2019 et 2023 et champion olympique en 2021 à Tokyo.

## Biographie
Daniel Ståhl est le fils de la discobole Taina Ståhl née Laakso, championne de Finlande.
Le 1er juillet 2015, il bat son record de la saison à Sundsvall en 63,38 m puis termine 5e (64,73 m) des Championnats du monde de Pékin le mois suivant.
En août 2016, le Suédois échoue en qualifications des Jeux olympiques de Rio avec 62,26 m. Après les Jeux, il remporte les Championnats de Suède au lancer du poids (19,38 m) et au disque avec une meilleure performance mondiale de l'année et un record personnel à 68,72 m.

### Premières médailles en compétition internationale (2017-2018)
Le 29 juin 2017, il lance à Sollentuna son disque à 71,29 m, établissant un record de Suède et devenant à cette occasion le 9e meilleur performeur mondial de tous les temps. Le 4 août, en qualifications des Championnats du monde de Londres, il réalise 67,64 m. Le lendemain, il s'empare de la médaille d'argent avec un jet à 69,19 m, battu pour 2 centimètres par le Lituanien Andrius Gudžius (69,21 m).
L'année suivante, aux championnats d'Europe de Berlin, le Suédois est de nouveau battu pour le titre par Andrius Gudžius. Auteur de 68,23 m, Ståhl voit son rival lancer à sa dernière tentative 68,46 m, et s'emparer de la médaille d'or.

### Champion du monde à Doha (2019)
Lors du meeting de Doha le 3 mai 2019, il lance le disque à 70,56 m et devient alors le premier homme à lancer à plus de 70 m dans un meeting de Ligue de diamant. Il établit lors de ce même concours une série exceptionnelle : 69,63, 70,49, 70,56 et enfin 70,32 m au dernier essai, son deuxième résultat. C’est la première fois qu’un lanceur obtient six lancers au-delà de 69,50 m dans la même compétition.
Le 29 juin à Bottnaryd en Suède, il bat son propre record de Suède avec un jet à 71,86 m, meilleure performance mondiale de l'année. Il devient par la même occasion le quatrième meilleur performeur de tous les temps, à égalité avec le Soviétique Yuriy Dumchev. Le 6 septembre, il lance à 68,68 m dès son premier essai en finale de la Ligue de diamant à Bruxelles, ce qui lui permet de décrocher la victoire avec plus de deux mètres d'avance sur Lukas Weisshaidinger (66,03 m). Grand favori pour les championnats du monde de Doha, il remporte son premier titre mondial avec un jet à 67,59 m devant le Jamaïquain Fedrick Dacres (66,94 m) et l'Autrichien Lukas Weisshaidinger (66,82 m).

### Saison 2020
Daniel Ståhl lance sa saison le 11 juin 2020 par une victoire aux Impossible Games de Bislett en Norvège, avec un jet mesuré à 65,92 m. Il s'impose à nouveau le 21 juin lors du meeting d'Helsingborg en Suède après avoir réalisé 70,25 m, meilleure performance mondiale de l'année. Il améliore cette performance à Sollentuna le 10 août avec un jet mesuré à 71,37 m (d'abord refusé par le jury puis finalement validé), ce qui constitue la deuxième performance de sa carrière et la quatorzième marque de tous les temps.

### Champion olympique à Tokyo (2021)
Arrivé dans la capitale japonaise avec la meilleure performance mondiale de l'année (un jet mesuré à 71,40 m le 10 juillet 2021), le Suédois confirme son statut de favori pour les Jeux Olympiques en remportant la finale du disque avec un lancer à 68,90 m, réalisé à son deuxième essai. Il devance sur le podium son compatriote Simon Pettersson et Lukas Weisshaidinger.

### Deuxième titre mondial à Budapest (2023)
Après une saison 2022 en-deçà de ses attentes, où il a terminé 4ème aux Mondiaux de Eugene et 5ème aux championnats d'Europe de Munich, Daniel Stahl se présente malgré tout comme un prétendant à la médaille d'or aux championnats du monde de Budapest en août 2023. En tête du concours jusqu'au dernier essai, il se voit alors chiper la première place par le Slovène Kristjan Ceh, auteur de 70,02 m, avant de répliquer avec un dernier lancer à 71,46 m, nouveau record des championnats. Le Suédois s'adjuge ainsi son deuxième titre mondial, devant Ceh et le Lituanien Mykolas Alekna.

## Palmarès
| Date | Compétition                          | Lieu             | Résultat | Marque  |
| ---- | ------------------------------------ | ---------------- | -------- | ------- |
| 2015 | Championnats du monde                | Pékin            | 5e       | 64,73 m |
| 2016 | Championnats d'Europe                | Amsterdam        | 5e       | 64,77 m |
| 2016 | Ligue de diamant                     | Ligue de diamant | 2e       | détails |
| 2017 | Coupe d'Europe hivernale des lancers | Grande Canarie   | 4e       | 61,51 m |
| 2017 | Championnats d'Europe par équipes    | Vaasa            | 1er      | 66,41 m |
| 2017 | Championnats du monde                | Londres          | 2e       | 69,19 m |
| 2018 | Coupe d'Europe hivernale des lancers | Leiria           | 1er      | 66,81 m |
| 2018 | Championnats d'Europe                | Berlin           | 2e       | 68,23 m |
| 2018 | Ligue de diamant                     | Ligue de diamant | 3e       | 66,74 m |
| 2018 | Coupe continentale                   | Ostrava          | 3e       | 64,84 m |
| 2019 | Championnats d'Europe par équipes    | Bydgoszcz        | 3e       | 61,38 m |
| 2019 | Ligue de diamant                     | Ligue de diamant | 1er      | 68,68 m |
| 2019 | Championnats du monde                | Doha             | 1er      | 67,59 m |
| 2021 | Jeux olympiques                      | Tokyo            | 1er      | 68,90 m |
| 2021 | Ligue de diamant                     | Ligue de diamant | 1er      | Disque  |
| 2022 | Coupe d'Europe des lancers           | Leiria           | 2e       | 65,95 m |
| 2022 | Championnats du monde                | Eugene           | 4e       | 67,10 m |
| 2022 | Championnats d'Europe                | Munich           | 5e       | 66,39 m |
| 2023 | Jeux européens                       | Chorzów          | 2e       | 67,25 m |
| 2023 | Championnats du monde                | Budapest         | 1er      | 71,46 m |
| 2023 | Ligue de diamant                     | Ligue de diamant | 3e       | 67,36 m |
| 2024 | Jeux olympiques                      | Paris            | 7e       | 66,95 m |

## Records
| Épreuve          | Marque       | Lieu      | Date         |
| ---------------- | ------------ | --------- | ------------ |
| Lancer du disque | 71,86 m (NR) | Bottnaryd | 29 juin 2019 |
| Lancer du disque | 71,46 m (CR) | Budapest  | 21 août 2023 |